# Sojusz Reformistów
Sojusz Reformistów (wł. Alleanza Riformista, AR) – włoska partia polityczna o charakterze centrolewicowym, istniejąca w 2007.
Ugrupowanie to w kwietniu 2007 założyła grupa działaczy należących dotąd do Włoskich Demokratycznych Socjalistów, na czele z Ottavianem Del Turco (prezydentem Abruzji i byłym ministrem finansów) oraz Claudiem Signorile (byłym ministrem). Oficjalnym powodem rozłamu w SDI była decyzja władz tego ugrupowania, które sprzeciwiały się akcesowi do Partii Demokratycznej.
Sojusz Reformistów funkcjonował jako samodzielny podmiot przez około pół roku, przystępując na październikowym kongresie w tym samym roku do PD.